# Старый Сикияз
Старый Сикияз (баш. Иҫке Һикәяҙ) — деревня в Татышлинском районе Республики Башкортостан Российской Федерации. Входит в состав Ялгыз-Наратского сельсовета.

## География
Стоит на реке Сикияз.

### Географическое положение
Расстояние до:
- районного центра (Верхние Татышлы): 29 км,
- центра сельсовета (Ялгыз-Нарат): 5 км,
- ближайшей ж/д станции (Куеда): 54 км.

## Население
| 2002 | 2009 | 2010 |
| ---- | ---- | ---- |
| 287  | ↘257 | ↘226 |

## Инфраструктура
Личное подсобное хозяйство с зоной сельскохозяйственного использования, индивидуальная застройка усадебного типа.
Основа экономики — сельское хозяйство.
Детский сад. Сельский клуб д. Старый Сикияз

## Транспорт
Автобусное сообщение с райцентром. Остановка общественного транспорта «Старый Сикияз». 